# 구속주
구속주(救贖主)는 기독교 신앙에서 죄를 대속하는 주님을 의미한다. 속죄주(贖罪主)라고도 한다. 신약 성서에서 구속이란 죄로부터 벗어나는 것이며 포로로부터 자유로워지는 것을 언급한다. 기독교 신앙에서 구속주는 예수 그리스도를 가리킨다.

## 같이 보기
- 그리스도론
- 기독교에서의 예수
- 신약 속 예수의 이름과 호칭
- 메시아
- 고엘
- 제임스 던 (신학자)
- 도널드 매클라우드 (신학자)
- 앨리스터 맥그래스
- 존 멕퀘리
- 카를 라너